# ماسانتزاگو
ماسانتزاگو (به ایتالیایی: Massanzago) یک کومونه در ایتالیا است که در استان پادووا واقع شده‌ است.

## خصوصیات
ماسانتزاگو ۱۳٫۲ کیلومترمربع مساحت و ۵٬۱۶۳ نفر جمعیت دارد و ۱۸ متر بالاتر از سطح دریا واقع شده‌است.